# 학급

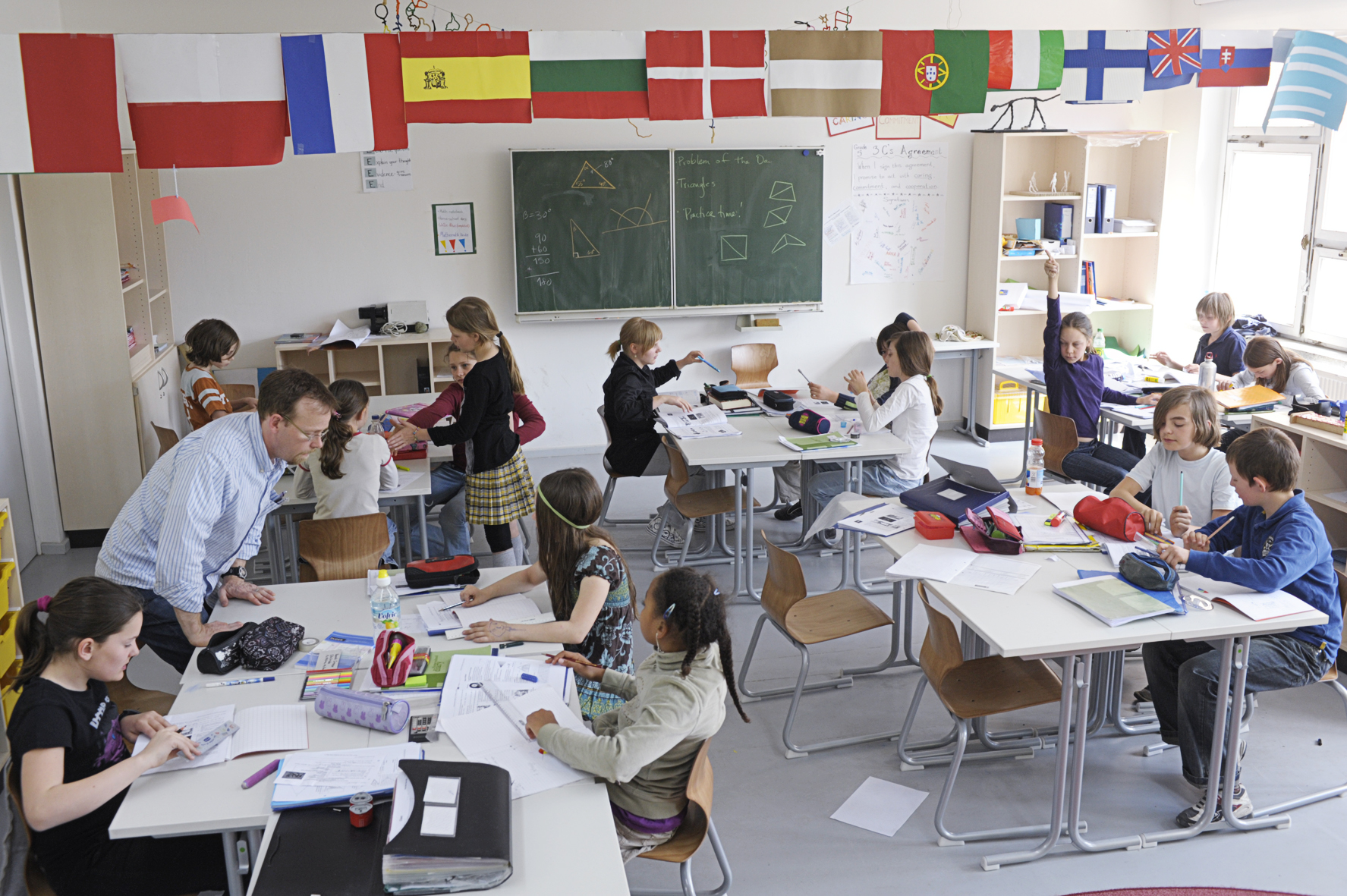

학급(學級)은 한 교실 안에서 같은 수업을 받는 학생 집단이다.
대학, 학교 또는 기타 교육 기관에서 특정 과정이나 수업에 참석하는 학생 그룹이 될 수 있다. 일부 학교에서는 동창회를 개최하여 특정 졸업반의 구성원이 다시 만나고 서로 사귈 수 있는 기회를 갖는다.
일부 국가의 교육 시스템(예: 대만)에서는 동일한 학업 수준의 학생 집단으로 구성된 학과의 학생 세분화를 가리킬 수 있다. 예를 들어, 한 학과의 2학년은 세 반으로 나눌 수 있다.
아일랜드 공화국, 인도, 폴란드, 독일, 러시아 및 과거에는 스웨덴과 같은 국가에서 이 단어는 등급을 의미할 수 있다. 1학급은 4~5세, 2학급은 6~7세, 3학급은 8~9세, 4학급은 9~10세, 5학급은 10~11세, 6학급은 11~12세, 9학급은 14~15세, 10학급은 15~16세, 12학급은 17~18세이다.

## 같이 보기
- 학급 편성